# 三重交通桑名営業所
三重交通桑名営業所（みえこうつうくわなえいぎょうしょ）は、三重県桑名市にある、三重交通の営業所。桑名市を中心とした三重県北勢地方と、名古屋市および愛知県西部にも路線を広げる。

## 沿革
- 1970年3月19日 - 桑名営業所を桑名市大字小貝須に新築[1]。
- 1977年8月31日 - 桑名駅前バスセンター完成（9月1日から供用開始、発車パース11、着車パース4）[1]。

## 現行路線

### 高速路線

#### 名古屋長島温泉線
- 【66】名古屋（名鉄BC） - なばなの里 - 長島スポーツランド - 長島温泉
- 【68】栄（オアシス21） - 長島温泉

名鉄BC（名鉄バスセンター）発は名鉄バスとの共同運行。なばなの里、長島スポーツランド、ナガシマファーム前以外の大倉団地、姫御前団地、フェニックス団地、横満蔵、松中、長島海岸は三重交通運行便のみ停車する。

昼間は30分毎の運転。以前は三重交通・名鉄バス別々に運行されていた。

2020年4月より、ナンバリング表示を追加された。
なお系統番号は名鉄バス、三重交通ともに同じだが、ナンバリングの表示の仕方が異なった表示となっている。

栄発はノンストップの直行便で1日4往復、下り午前・上り午後の運転。名古屋発着と異なり三重交通単独運行。

#### 名古屋桑名高速線
1985年4月1日（名古屋〜大山田団地）運行開始。
- 【880】名古屋（名鉄BC） - イオンモール桑名口 - 公団住宅前 - 新大仲新田 - 城山三丁目 - 笹尾西三丁目 - 西桑名ネオポリス
- 【882】名古屋（名鉄BC） → イオンモール桑名口 → 公団住宅前 → 大山田四丁目 → 筒尾六丁目 → 筒尾九丁目
- 【882】名古屋（名鉄BC） ← イオンモール桑名口 ← 公団住宅前 ← 大山田四丁目 ← 筒尾六丁目 （← 筒尾九丁目 ← 桑名駅前）
- 【888】名古屋（名鉄BC） → イオンモール桑名口 → 公団住宅前 → 大山田団地 → 陽だまりの丘（郵政研修所前） → 総合運動公園南
- 【884】名古屋（名鉄BC） - イオンモール桑名口 - 公団住宅前 - 星見ヶ丘 - 希望ヶ丘

昼間は名古屋（名鉄BC） - イオンモール桑名口 - 公団住宅前間は20分毎の運転で、西桑名ネオポリス行き60分毎、筒尾九丁目行き60分毎、陽だまりの丘行き60分毎の運転。

平日の西桑名ネオポリス行きに23時30分発の深夜バスあり。
2021年4月1日より、陽だまりの丘線が陽だまりの丘東部地区に乗り入れ。
- 【870】名古屋（名鉄BC） → イオンモール桑名口 →公団住宅前 → 星見ヶ丘 → 赤尾台 → 西正和台 → 正和台
- 【870】名古屋（名鉄BC） ← イオンモール桑名口 ← 公団住宅前 ← 星見ヶ丘 ← 正和台 ← 西正和台 ← 赤尾台

平日6往復、土曜・休日は2往復のみ運転。

2006年12月20日に三重交通と八風バスの共同運行で運行開始。2008年4月1日から三重交通運行、八風バス受託に変更。

#### 栄桑名高速線
- 【885】栄（オアシス21） - イオンモール桑名口 - 公団住宅前 - 新大仲新田 - 城山三丁目 - 笹尾西三丁目 - 西桑名ネオポリス
- 【887】栄（オアシス21） → イオンモール桑名口 → 公団住宅前 → 大山田四丁目 → 筒尾六丁目 → 筒尾九丁目
- 【887】栄（オアシス21） ← イオンモール桑名口 ← 公団住宅前 ← 大山田四丁目 ← 筒尾六丁目
- 【872】栄（オアシス21） → イオンモール桑名口 - 公団住宅前 → 大山田団地 → 陽だまりの丘（郵政研修所前） → 総合運動公園南
- 【872】栄（オアシス21） ← イオンモール桑名口 ← 公団住宅前 ← 大山田団地 ← 総合運動公園南 ← 陽だまりの丘（郵政研修所前）
- 【871】栄（オアシス21） - イオンモール桑名口 - 公団住宅前 - 星見ヶ丘 - 希望ヶ丘

昼間は栄（オアシス21） - イオンモール桑名口 - 公団住宅前間は30分毎の運転で、西桑名ネオポリス行60分毎、筒尾九丁目行き120分毎、陽だまりの丘行き120分毎の運転。

平日の西桑名ネオポリス行きに23時45分発の深夜バスあり。
平日朝に関してはオアシス２１の入場規制があるため、久屋大通にある三重交通のバス停にて降車を行っている。
2021年4月1日より、陽だまりの丘線が陽だまりの丘東部地区に乗入れ。

#### 中部国際空港高速バス（運休中）
- 桑名駅前 - 長島温泉 - 金城ふ頭駅 - 中部国際空港
  - 利用者数減少により一旦廃止となったが、地元からの要請により復活した路線。
  - 1日桑名行き4本、空港行き5本の運転。
  - 長島温泉は桑名行きは降車のみ、空港行きは乗車のみ取り扱い。金城ふ頭駅は両方向とも乗降可能。
  - 新型コロナウイルスの影響により、2020年４月より運休中。

沿革
- 2005年 2月17日： 運行開始（中部国際空港 - 桑名駅前・マイカル桑名(現：イオン桑名)）八風バスと共同運行。
- 2006年 10月10日： 車内での「電子マネーEdy」決済を開始（日本のバスとしては初めて）。
- 2008年 9月30日： この日の運行を以って廃止。
- 2009年 6月19日： 運行認可を再申請（空港 - 桑名駅前）。
- 2009年 9月19日： 運行開始（単独運行）。
- 2017年 4月1日： 金城ふ頭駅への停車を開始（上下3本ずつ停車）。

### 都市高速路線

#### 名古屋南陽線（高速経由）
- 72系統：名古屋（名鉄BC）  - かの里住宅 - 蟹田 - 八百島 - 南陽中学校 - 南陽町 -  両茶橋北 - 川園 - イオンモール名古屋茶屋

2014年6月25日栄南陽高速線として運行開始。一日13往復運転。
2014年8月31日までは、イオンモール名古屋茶屋発21:00を1便臨時運行。
2017年5月8日より発着地を栄（オアシス21）から名鉄バスセンターに変更し改称。
2018年5月7日より、一部便をサンビーチ日光川へ延長。
2020年4月1日より、名古屋桑名線・名四長島線の経路変更によるイオンモール名古屋茶屋乗り入れに伴い、イオンモール名古屋茶屋の開店時間（名古屋発）と閉店時間（名古屋行）に合わせた1往復のみの運行とし、サンビーチ日光川への乗り入れも終了する。同時に運賃を一般道経由と同じ額に値下げした。
2023年10月1日より、名古屋第二環状自動車道名古屋西JCT-富田ICを経由する経路に変更。
西鉄バスの都市高速路線や名古屋市営バスの高速1号系統と同様、車両はETCを装備していること以外では通常の路線バスと変わりはなく、シートベルトも取り付けられていないほか、立席での乗車も可能である。運行速度は車両の仕様上、最高60 km/hとなっている。

### 一般路線

#### 桑名市内線
- 02系統：萱町 → 赤須賀 → 三之丸 → 田町 → 桑名駅前 （市内B循環）
かつては01系統（市内A循環）、02系統（市内B循環）共に昼間は20分毎の運行だったが、後に30分毎→45分毎→60分毎→90分毎と減便され、2015年4月のダイヤではそれぞれ60分毎の運行となっている。
01系統萱町行きは最終便のみ運転されていたが、2021年4月1日付けで廃止された。 2023年6月1日のダイヤ改正により01系統（市内A循環）1日1本、02系統（市内B循環）1日5本にまで減便され、土休日は全便運休となった。
2023年10月1日のダイヤ改正により01系統（市内A循環）は廃止、02系統（市内B循環）は、萱町始発の１本のみとなった（平日のみ運行）。

#### 桑名城南線
- 06系統：桑名駅前 - 国道安永 - 城南小学校前（旧 ヨナハ総合病院前） - 日の出橋

昼間の桑名駅前 - 国道安永 - ヨナハ総合病院前間は60分毎の運転。2012年4月1日のダイヤ改正時より、城南線の一部の便を、桑名西医療センターへ路線延長した。

また同日付けで、市民病院前は桑名西医療センターに名称変更される。なお、桑名西医療センター - 桑名駅前 - ヨナハ総合病院前の直通便は1日3往復のみの運転であった。
その後、2018年4月の桑名総合医療センター開院に伴い、03系統及び桑名西医療センター発の06系統が廃止された。
2023年6月1日のダイヤ改正により日中のヨナハ総合病院前止めが減便され、日中は全区間で90分～120分毎の運転となった。
また同日、ヨナハ総合病院前は城南小学校前に名称変更した。

#### 桑名阿下喜線
- 21系統：桑名駅前 - 桑名高校前 - 希望ヶ丘 - 新西方南 -  公団住宅前 - 星見ヶ丘 - サンシティ前 - 穴太 - 新楚原 - 阿下喜
終日全時間帯において60分毎の運転。三岐鉄道北勢線との平行路線である。同線が近鉄だった頃の21系統はそれなりに競争力があったが、北勢線の移管後に行われた路線の改良で同線の利便性が向上したため、21系統は徐々に乗客が減少して便数を減らすこととなった。
2012年4月1日のダイヤ改正で、イオン桑名SC、新西方、新西方中央を経由しなくなり、21-1系統から21系統に改正される。
2021年4月1日のダイヤ改正で、イオンモール桑名口（旧イオン桑名SC口）を経由しなくなり、新設された新西方南経由となる。
2021年11月1日のダイヤ改正より、一部便のヨナハ丘の上病院への乗り入れを開始した[10]。
地域間幹線系統として、国・三重県・自治体から補助を受けて運行する[11]。

#### 桑名ネオポリス線
1976年8月31日（桑名駅前〜ネオポリス）運行開始。
- 28系統：桑名駅前 - 桑名高校前 - 希望ヶ丘 - サンシティ前 - 穴太 - 城山三丁目 - 笹尾西三丁目 - ネオポリス
- 30系統：桑名駅前 - 桑名高校前 - イオンモール桑名口 - 公団住宅前 - 新大仲新田 - 城山三丁目 - 笹尾西三丁目 - ネオポリス
- 30-1系統：桑名駅前 - 桑名高校前 - イオンモール桑名口 - イオンモール桑名 - 公団住宅前 - 新大仲新田 - 城山三丁目 - 笹尾西三丁目 - ネオポリス
- 30-2系統：桑名駅前 - 桑名高校前 - イオンモール桑名口 - イオンモール桑名 - 公団住宅前 - 津田学園 - 新大仲新田 - 城山三丁目 - 笹尾西三丁目 - ネオポリス
- 30-2系統：桑名駅前 - 桑名高校前 - イオンモール桑名口 - 公団住宅前 - 津田学園 - 城山三丁目 - 笹尾西三丁目 - ネオポリス
- 32-2系統：＜急行＞ 桑名駅前 - イオンモール桑名口 - 公団住宅前 - 津田学園

日中は全系統合わせて30分毎の運転。（28系統は日中60分毎、30-1・30-2系統合わせて日中60分毎の運転）
32-2系統の ＜急行＞ は、桑名駅前 - イオンモール桑名口（旧イオン桑名SC口）間は無停車。
2012年4月1日のダイヤ改正で、28-1系統のサンシパーク経由が廃止。新たに津田学園経由の30-2系統及び急行便の32-2系統が新設される。
2021年4月1日のダイヤ改正で、30系統の深夜バスが廃止。

#### 陽だまりの丘線
- 40系統：＜循環＞ 桑名駅前 → 桑名高校前 → イオンモール桑名口 → 筒尾九丁目 → 筒尾七丁目 → 陽だまりの丘 → 陽だまりの丘（郵政研修所前） → 大山田団地 → 大山田四丁目 → 筒尾九丁目 → イオンモール桑名口 → 桑名高校前 → 桑名駅前
- 41系統：桑名駅前 - 桑名高校前 - イオンモール桑名口 - 筒尾九丁目 - 筒尾七丁目 - 大山田四丁目 - 大山田団地 - 陽だまりの丘（郵政研修所前） - 陽だまりの丘
- 44系統：＜循環＞ 桑名駅前 ｰ 桑名高校前 ｰ イオンモール桑名口 - 筒尾九丁目 - 大山田団地 - 総合運動公園南 - 陽だまりの丘 - 陽だまりの丘（郵政研修所前） - 大山田団地 - 筒尾七丁目 - 筒尾九丁目 - イオンモール桑名口 -桑名高校前 - 桑名駅前

2012年4月1日のダイヤ改正で、福島及び桑名西医療センター（旧・市民病院前）を経由しなくなり、系統番号が03・03-1系統から40・41系統に改正された。この改正では、40系統 ＜循環＞は朝のみ運転、41系統は日中20分毎の運転で、半数は大山田団地止まりという形態であった。
その後の2020年4月1日のダイヤ改正で、桑名大山田団地線で一度廃止された44系統が復活し、40・41系統が朝晩のみの運行となった。

#### 桑名大山田団地線
1979年3月16日（桑名駅前〜大山田団地）運行開始。
- 45系統：桑名駅前 → 桑名高校前 → イオンモール桑名口 → 筒尾九丁目 → 大山田四丁目 → 公団住宅前 → イオンモール桑名口 → （栄桑名高速線に直通） → 栄

※桑名駅前での行き先表示は「大山田団地」
- 47系統：桑名駅前 → 桑名高校前 → 希望ヶ丘→ 星見ヶ丘 → 野田六丁目 → 公団住宅前 → イオンモール桑名口 → 桑名高校前 → 桑名駅前
- 47-1系統：桑名駅前 → 桑名高校前 → 希望ヶ丘 → 星見ヶ丘 → 野田六丁目 → 公団住宅前 → イオンモール桑名口 → イオンモール桑名 → 桑名高校前 → 桑名駅前
- 48系統：桑名駅前 → 桑名高校前 → イオンモール桑名口 → 公団住宅前 → 野田六丁目 → 星見ヶ丘 → 希望ヶ丘 → 桑名高校前 → 桑名駅前
- 48-1系統：桑名駅前 → 桑名高校前 → イオンモール桑名口 → イオンモール桑名 → 公団住宅前 → 野田六丁目 → 星見ヶ丘 → 希望ヶ丘→ 桑名高校前 → 桑名駅前
※公式サイトの時刻・運賃案内やバス停掲示の時刻表で案内されることがあるが、LED表示器や方向幕には一切表示されず、桑名駅前発車時点では47（48-1）系統と表示され、大山田団地内で47-1（48）系統の表示に変更されるため、乗車の際は注意が必要。
 日中は47-1系統、48-1系統共に40分毎の運転。43、43-1、45、47、48系統は朝と夜間のみ運行。2012年4月1日のダイヤ改正で、41系統：桑名駅前 - 大山田団地が
 陽だまりの丘線に改正されて44系統が廃止される。47・48系統の一部はイオン桑名SC（現イオンモール桑名）経由となり、47-1・48-1系統が開設される。

#### 桑名名古屋線・名古屋南郷線（かの里経由）
- 50系統：名古屋（名鉄BC）→ 尾頭橋 → 六番町 → 中野新町 → 一色大橋 → かの里 → 蟹江 → 富吉 → 弥富 → 伊勢大橋 → 桑名駅前
- 52系統：名古屋（名鉄BC） - 尾頭橋 - 六番町 - 中野新町 - 一色大橋 - かの里 - 豊治小学校 - 蟹田 - 南陽町 - イオンモール名古屋茶屋
もともと名古屋と桑名を国道1号経由で結んでいた路線で、2012年3月末までは名古屋営業所との共管であった。
2020年4月現在は、イオンモール名古屋茶屋行の52系統がメインとなっており、日中120分毎に運行され、名四長島線のイオンモール名古屋茶屋発着便（62系統）と交互に両系統合わせて毎時1本運行されている。50系統の桑名駅前行は名古屋南陽高速線の車両入庫便として、全日夜の最終便に下り1本が設定されているのみで桑名発の名古屋行は運行していない。
国道1号を経由する六番町 - かの里は名古屋市営バス（市バス）と並行しているが、三重交通の方が停車停留所が少なく、本数も圧倒的に少ない。運賃も市バスとは異なり、一部区間が210円である他は220円均一である。また名鉄バスのような市バスとは共同運行ではない。蟹田 - イオンモール名古屋茶屋も市バスの〔高畑14〕と並行しているが三重交通は豊治小学校を経由する遠回り経路となっている（名鉄バスセンター行きは豊治小学校東を経由しない）。
名古屋駅と一色大橋を結ぶ路線はこの路線の他に市バスの〔名駅20〕があるが国道1号の区間を除き並行していない。
2020年4月1日よりかの里車庫への乗り入れを廃止し、豊治小学校より南下し、かの里住宅以南は名古屋南陽高速線と同じルートにてイオンモール名古屋茶屋へ乗り入れる路線に再編した（桑名駅前行きは現行どおり）[9]。

#### 桑名長島温泉線
- 53系統：桑名駅前 - 田町 - 萱町 - 三交桑名 - 長島スポーツランド - 長島海岸 - 長島温泉
平日昼間は30分毎、土休日は20分毎で運転される。
2012年4月1日のダイヤ改正で、55-1系統：なばなの里経由が廃止される。
2021年4月1日のダイヤ改正で、55系統、54系統が廃止される。
なばなの里で開催される「ウインターイルミネーション」（10月末頃から3月末まで）期間中、54系統はなばなの里を経由しない。
- 57系統：＜直行＞ 桑名駅前 - なばなの里
- 57系統：＜直行＞ 近鉄長島駅前 - なばなの里
桑名駅前発着系統は「ウインターイルミネーション」期間中は、近鉄長島駅前発着となる。
平日60分毎、土休日30分毎の運転。LED表示器や方向幕に系統番号は表示されない。

#### 名四長島線
- 61系統： 名古屋（名鉄BC） - 尾頭橋 - 六番町 - 中野新町 - 川西通三丁目 - 名四寛政町 - 南陽町藤前 - 名四飛島 - 名四木曽岬 - 南桑名
南桑名行は入庫便として、2024年5月現在は土日夕方に下り1本のみが設定されている。

- 62系統： 名古屋（名鉄BC） - 尾頭橋 - 六番町 - 中野新町 - 川西通三丁目 - 名四寛政町 - 南陽町藤前 - 日光川公園 - イオンモール名古屋茶屋
もともと名古屋と長島温泉および桑名を名四国道（国道23号）経由で結んでいた路線。現在は朝ラッシュ以降は上記の桑名名古屋線と交互に120分毎に運行されている。
2012年3月末まで名古屋営業所との共管であった。名古屋から長島温泉へは1995年頃は平日30分毎（途中折返しが間に挟まる）・休日15分毎の運行であったが、高速経由の系統（名鉄バスと共同運行）が充実したこともあり、一般道経由の運行は廃止された。
2020年4月1日改正でサンビーチ日光川からイオンモール名古屋茶屋へ延伸となり、62系統が新設された[9]。

#### 大山田桑名西高校線
- センター前 - 筒尾九丁目 - 大山田四丁目 - 野田六丁目 - 星見ヶ丘 - 桑名西高校
大山田団地から星見ヶ丘を経由して桑名西高校へと至る路線。学校休校日運休。
桑名西高校行きが朝1本、大山田団地行が夕方に3本設定されている。

#### 津田学園線
- 津田学園前 → 星川駅前
星川駅と津田学園を結ぶ路線。登校便（星川駅前発）は三岐鉄道が運行している。
途中停留所は設けられておらず、運賃は片道100円（現金のみ）。
2021年4月1日運行開始。

### 受託路線
- 飛島公共交通バス （飛島村）
- K-バス （桑名市）
- 弥富市コミュニティバス （弥富市）

## 廃止・撤退路線
- 01系統：桑名駅前 → 田町 → 三之丸 → 赤須賀 → 萱町 → 相川町 → 桑名駅前 （市内A循環）
  - 2023年10月1日廃止。
- 03系統：桑名西医療センター（旧・市民病院前）←福島←桑名駅前←国道安永←ヨナハ総合病院前
  - 2018年4月の桑名総合医療センター開院に合わせて廃止。
- 06系統：桑名西医療センター（旧・市民病院前）→福島→桑名駅前→国道安永→ヨナハ総合病院前
  - 2018年4月の桑名総合医療センター開院に合わせて運行を終了。
- 03系統： 桑名駅前 - 福島 - イオン桑名SC口 - 筒尾九丁目 - 陽だまりの丘中央 - 陽だまりの丘（郵政研修所前）（陽だまりの丘線）
- 03-1系統： 桑名駅前 - 福島 - 市民病院前（現・桑名西医療センター） - イオン桑名SC口 - 筒尾九丁目 - 陽だまりの丘中央 - 陽だまりの丘（郵政研修所前）（陽だまりの丘線）
※2012年3月31日廃止。
- 05系統： 蛎塚 - 東方 - 桑名駅西口 - 桑名駅前 - 国道安永 - 縄生 - 柿 - 北永台（蛎塚北永台線）
※廃止時期不詳。
- 05系統： 桑名駅前 - 国道安永 - 縄生 - 柿 - 北永台（北永台線）
※廃止時期不詳。
- 04系統： 桑名駅前→鍛治町→萱町→警察前→国道安永→桑名駅前（城南循環線）
- 08系統： 桑名駅前→国道安永→警察前→萱町→鍛治町→桑名駅前（城南循環線）
※2004年5月31日廃止、桑名市コミュニティバス南部線が代行。
- 11系統：日の出橋南 - 南福崎 - 川越南（南福崎線）

　　　※廃止時期不詳。
- 21系統： 桑名駅前 - 益生駅前 - サンシティ前 - 穴太 - 新楚原 - 阿下喜 - 下野尻 - 山口 - 篠立 - 古田 - 時口（桑名阿下喜線）
※1990年代の前半に廃止。阿下喜で分断されて桑名阿下喜線と阿下喜藤原線の2つに分割。
- 21系統： 桑名駅前 - 益生駅前 - サンシティ前 - 穴太 - 新楚原 - 阿下喜（桑名阿下喜線）
※2006年12月19日廃止。
- 21-1系統： 桑名駅前 - 桑名高校前 - イオン桑名SC - 公団住宅前 - 星見ヶ丘 - サンシティ前 - 穴太 - 新楚原 - 阿下喜（桑名阿下喜線）
※2012年3月31日廃止。
- 27系統： 多度駅前 - 北猪飼 - 美鹿 - 市之原口 - 上笠田（多度線）
- 27系統： 多度駅前 - 多度町役場前 - 北猪飼 - 美鹿（多度線）
※美鹿 - 上笠田間は各1便（朝の多度駅前ゆき・夕方の上笠田ゆき）のみの運行。平日の日中は多度町役場前経由で運行。2006年8月31日廃止、多度駅前 - 美鹿はK-バスが代行。
- 28系統： 桑名駅前 - 益生駅前 - 七和住宅口 - 嘉例川野 - 力尾 - 北猪飼 - 多度駅前（嘉例川線）

　　　※廃止時期不詳。
- 28-1系統： 桑名駅前 - 桑名高校前 - 希望ヶ丘 - サンシティ前 - 穴太 - サンシパーク - 城山三丁目 - 笹尾西三丁目 - ネオポリス（桑名ネオポリス線）
※2012年3月31日廃止。
- 29系統： 桑名駅前 - 桑名高校前 - 希望ヶ丘 - サンシティ前 - 穴太 - 六把野 - 笹尾西三丁目 - ネオポリス（桑名ネオポリス線）
※2000年12月2日廃止。
- 31系統： 近鉄蟹江駅前 - 河合橋 - 神戸新田 - 飛島村役場 - 政成 - 操出 - 芝井 - 弥富駅前（弥富蟹江線）
※2005年3月31日政成 - 弥富駅前を廃止。2007年7月1日より政成 - 新政公園延長。
※2009年3月31日近鉄蟹江駅前 - 新政公園を廃止、飛島公共交通バスが代行。
- 33系統： 弥富駅前 - こどもの国 - 寛延 - 弥富トレーニングセンター - 弥富野鳥園（弥富鍋田線）
- 33系統： [直行] 弥富駅前 - こどもの国（弥富鍋田線）※3月の第3日曜日から12月の第1日曜日の間の日曜・祝日のみ運行
※2002年3月31日廃止。
- 34系統： 弥富駅前 - 鍋田川温泉 - 木曽岬農協前 - 名四木曽岬 - 藤里 - 上松永（木曽岬線）
- 34系統： 弥富駅前 - 鍋田川温泉 - 木曽岬農協前 - 名四木曽岬 - 藤里（木曽岬線、藤里循環）
※2007年3月31日廃止、木曽岬町自主運行バスが代行。
- 35系統： 佐古木駅前 - 栄南小学校前 - 東末広（佐古木東末広線）
- XX系統 近鉄蟹江駅前 - 尾張温泉（尾張温泉線）
※2005年11月30日廃止、尾張温泉無料送迎バスが代行。
- 43-1系統：桑名駅前→桑名高校前→イオンモール桑名口→イオンモール桑名→公団住宅前→野田六丁目→大山田四丁目→筒尾九丁目→イオンモール桑名→イオンモール桑名口→桑名高校前→桑名駅前
  - 2021年3月31日、筒尾九丁目から桑名駅前までの区間の運行を終了。
- 50系統： 名古屋（名鉄BC） - 尾頭橋 - 熱田六番町 - 中野新町 - 下之一色 - かの里 - かの里車庫（名古屋桑名線の区間便）
2020年4月1日改編で廃止。かの里車庫は過去「かの里富田病院」という停留所名であった。
- 51系統： 長島駅前 - サニータウン東口 - 船頭平閘門（長島船頭平閘門線）
- 52系統： 長島駅前 - 高座 - 坂手（長島船頭平閘門線）
- 54系統：桑名駅前 - 福島 - 伊勢大橋 - なばなの里 - 赤地 - 長島スポーツランド - 長島海岸 - 長島温泉（桑名長島温泉線）
  - 2021年3月31日：運行終了。
- 55系統：桑名駅前 - 福島 - 伊勢大橋 - 赤地 - 伊曽島（55） - 松蔭 - 長島温泉（桑名長島温泉線）
  - 2021年3月31日：運行終了。
- 56･57系統： 長島駅前 - 長島温泉（長島長島温泉線）
- 60系統： 名古屋（名鉄BC） - 熱田六番町 - 中野新町 - 名四寛政町 - 南陽町藤前 - 名四飛島 - 名四木曽岬 - 長島スポーツランド - 長島温泉（名古屋長島温泉線）
※2008年10月15日廃止。
- 62系統： 名古屋（名鉄BC） - 熱田六番町 - 中野新町 - 名四寛政町 - 南陽町藤前 - 名四飛島 - 弥富野鳥園（名古屋長島温泉線）
- 63系統： 名古屋（名鉄BC） - 熱田六番町 - 中野新町 - 名四寛政町 - 南陽町藤前 - 飛島温泉（名古屋長島温泉線）
- 63系統： 名古屋（名鉄BC） - 尾頭橋 - 熱田六番町 - 中野新町 - 競馬場前 - 名四寛政町 - 南陽町藤前 - サンビーチ日光川（名四長島温泉線）
63系統はイオンモール名古屋茶屋への延伸で2020年3月末をもって廃止。
- 20系統： 阿下喜 - 下野尻 - 本郷 - 篠立 - 古田 - 時口（阿下喜藤原線）
終点の「時口」は岐阜県上石津町（現大垣市）。終点付近で名阪近鉄バスの大垣方面へ乗り継ぎが出来た。
- 20-1系統： 阿下喜 - 下野尻 - 下川合 - 本郷 - 篠立 - 古田（阿下喜藤原線）
- 20-2系統： 阿下喜 - 東禅寺 - 下野尻 - 下川合 - 本郷 - 篠立 - 古田（阿下喜藤原線）
※2008年5月31日廃止、いなべ市福祉バス「アイバス」が代行。
- 22系統： 阿下喜 - 下野尻 - 上相場 - かなえ - 翠明院前（中里線）
- 22-1系統： 阿下喜 - 下野尻 - 下川合 - 上相場 - かなえ - 翠明院口 - 農業公園（中里線）
- 22-2系統： 阿下喜 - 下野尻 - 志礼石 - 上相場 - かなえ - 翠明院口 - 農業公園（中里線）
- 22-3系統： 阿下喜 - 東禅寺 - 下野尻 - 下川合 - 上相場 - かなえ - 翠明院口 - 農業公園（中里線）
- 22-4系統： 阿下喜 - 東禅寺 - 下野尻 - 志礼石 - 上相場 - かなえ - 翠明院口 - 農業公園（中里線）
※2008年5月31日廃止、いなべ市福祉バス「アイバス」が代行。
- 23系統： 阿下喜 - 東禅寺 - 西野尻駅前 - 西藤原駅口 - 上坂本（上坂本線）
※2008年5月31日廃止、いなべ市福祉バス「アイバス」が代行。
- 24系統： 阿下喜 - 飯倉 - 下平 - 畑毛 - 田辺 - 川原（十社線）
- 25系統： 阿下喜 - 飯倉 - 下平 - 畑毛 - 田辺 - 二之瀬（十社線）※平日1便のみ運行
※2007年5月31日廃止、いなべ市福祉バス「アイバス」が代行。
- 26系統： 阿下喜 - 藤沢 - 東貝野 - 平野新田 - 其原 - 麻生田駅前（東貝野線）
※2007年5月31日廃止、いなべ市福祉バス「アイバス」が代行。
- 71系統： 阿下喜 - 別名 - 治田駅前 - 丹生川 - 宇賀渓口 - 福王山（阿下喜福王山線）
- 73系統： いなべ総合病院 - 阿下喜 - 別名 - 治田駅前 - 奥村 - 新町（新町線）
※2007年5月31日廃止、いなべ市福祉バス「アイバス」が代行。
- 81系統： 菰野駅前 - 千草 - 尾高口 - 田光 - 福王山 - 宇賀渓口 - 丹生川 - 治田駅前 - 別名 - 阿下喜（菰野福王山線）
※1990年代後半に阿下喜福王山線、菰野福王山線の2路線に分割
- 81系統： 菰野駅前 - 千草 - 尾高口 - 田光 - 福王山（菰野福王山線）
※2004年3月31日廃止、4月1日から菰野町コミュニティバス「かもしか号」が代行。

## 車両
- 高速路線用車両（A特急）は、いすゞ、日野、三菱の3メーカーが在籍する。
- 一般路線用車両は、大型・中型はいすゞ、小型は日野に統一されている。
- 受託路線用の小型車両は、日野、三菱が在籍する。
- ナンバープレートは全車両三重ナンバーである。